# Myicolidae
Myicolidae é uma família de copépodes pertencentes à ordem Cyclopoida.
Géneros:
- Conchocheres Sars, 1918
- Crucisoma Kabata, 1981
- Exostrincola Ho & Kim, 1992
- Myicola Wright, 1885
- Ostrincola Wilson, 1944
- Parostrincola Humes & Boxshall, 1988
- Pengna Ho & Kim, 1992
- Pseudomyicola Yamaguti, 1936